# Buellia papillata
Buellia papillata är en lavart som först beskrevs av Sommerf., och fick sitt nu gällande namn av Edward Tuckerman. Buellia papillata ingår i släktet Buellia och familjen Physciaceae.   Inga underarter finns listade i Catalogue of Life.